# 효숙예황후 (청나라)
효숙예황후(孝淑睿皇后, 만주어: ᡥᡳᠶᠣᠣᡧᡠᠩᡤᠠ
ᠨᡝᠮᡤᡳᠶᠠᠨ
ᠰᡠᠩᡤᡳᠶᡝᠨ
ᡥᡡᠸᠠᠩᡥᡝᠣ Hiyoošungga Nemgiyan Sunggiyen Hūwangheo, 건륭 25년 8월 24일(1760년 10월 2일) ~ 가경 2년 2월 7일(1797년 3월 5일)은 히타라 하라(喜塔臘氏,만주어: ᡥᡳᡨᠠᡵᠠ
ᡥᠠᠯᠠ Hitara Hala) 출신으로 만주 정백기인(正白旗人, ᡤᡠᠯᡠ
ᡧᠠᠩᡤᡳᠶᠠᠨ

ᡤᡡᠰᠠᡳ
ᠨᡳᠶᠠᠯᠮᠠ Gulu Šanggiyan Gusai Niyalma)이다. 청 제국 가경제의 정후로, 도광제의 생모이다. 시호는 효숙단화인장자의돈유소숙광천우성예황후(孝淑端和仁庄慈懿敦裕昭肅光天佑聖睿皇后)이다.

## 생애
총관내무부대신 부도통 화이경액(和爾經額)의 딸로, 1774년(건륭 39년) 황자 옹염의 적비(嫡妃)에 책봉되었다. 이후 1796년(가경 원년)에 남편이 황위에 올라 그녀도 황후에 책봉되었으나, 이듬해인 1797년(가경 2년) 음력 2월 7일에 병으로 사망하였다. 그 해 음력 5월에 효숙황후(孝淑皇后)의 시호가 올려졌고, 1803년(가경 8년) 음력 10월에 창릉(昌陵)에 장사지냈다.

## 자녀
그녀는 가경제와의 사이에서 1남 2녀를 낳았다.
- 2황자 : 애신각라 면녕(愛新覺羅 綿寧, 1782년~1850년, 재위:1820년~1850년) - 도광제.
- 2황녀 : 이름이 남아있지 않음. (1780년~1783년)
- 4황녀 : 장정고륜공주(庄靜固倫公主, 1784년~1811년) - 마니파 달라(瑪尼巴達喇)에게 하가.

| 전임 효의순황후 | 청나라의 황후 1796년 2월 3일 ~ 1797년 3월 5일 | 후임 효화예황후 |

## 같이 보기
- 입팔분공